# 俚奏楽
俚奏楽（りそうがく）は昭和期に成立した三味線を主体とした新邦楽の一種である。

## 解説
民謡・端唄の三味線演奏家本條秀太郎が1971年に日本音楽の新しい流れとして創始した三味線音楽の一種である。

本條が主宰する本條流の流儀曲として成立したため、本條一門とそれに関連する演奏家のみが演奏活動を行なっており、活動の幅は広いとは言えない。
『俚』と云う文字は「都」に対する「鄙」を指し、かつて民謡が『俚謡』と呼ばれていたことに基づき
三味線音楽の源流をたずね、その役割を実践的に発展させ現代的解釈と創造を加え、消えてしまいそうな民謡曲を作品の中に発展した形で継承していくことを目的としている。
題材としては全国各地の民謡が多く、その他江戸風俗や琉球音楽を題材にしたものもある。
当初は演奏曲としての色が強かったが、近年は舞踊曲としても採用され、花柳流・藤間流・西川流などの古典舞踊の流儀の舞踊会でも踊られるようになった。そのため古典的・情緒的な色合いが強くなり、本来の特色であった民族性は薄れつつある。
また、作詞こそ多くの作家に依頼しているものの、作曲は全て本條自身が行なっているため作風の偏りが見られる。門弟をはじめとする演奏家にも作曲の機会を与えることで、新たに展開し、次世代への継承がなされるとの意見もある。
演奏家は本條自身と門弟が務めるが、三味線方は本條姓を名乗るのに対して、唄方は俚奏姓を名乗っている。

## 代表的な曲
- 雪の山中(1969)
- 寿吉原俄
- みちのく三番叟
- 俊寛(1997) (財）日本舞踊財団派遣事業　日本舞踊アメリカ公演にて初演。2000年 ドイツ公演。